# Potencia emergente

Diagrama de Euler de algunas coaliciones internacionales (BASIC, BRICS, G5 e IBSA) de algunas potencias emergentes (,, y) más

Una potencia emergente o una potencia en ascenso es un estado o unión de estados con una influencia creciente significativa en los asuntos globales. Tal poder aspira a tener una posición o papel más poderoso en las relaciones internacionales, ya sea a nivel mundial o regional, y poseer recursos y niveles de desarrollo suficientes para que tales objetivos sean potencialmente alcanzables.

## Características
Hay pocas conceptualizaciones disponibles del término "potencia emergente". Por lo tanto, no existe un método estándar o acordado para decidir qué estados son potencias emergentes. Sin embargo, una característica fundamental de una potencia emergente es que también es una economía emergente, ya que el desarrollo económico es necesario y previo al surgimiento político y militar. Se ha argumentado que, si bien un país puede ser una potencia emergente, es por encima de todo una economía emergente con solo el potencial o la esperanza de aumentar su influencia global. Esto se debe a varios factores limitantes, principalmente las siete dimensiones del poder estatal; geografía, población, economía, recursos, capacidad militar, diplomacia e identidad nacional. Tradicionalmente, solo las grandes potencias o superpotencias han tenido éxito en las siete dimensiones del poder estatal.
Los BRICS se mencionan a menudo como potencias emergentes, pero en distintas etapas de desarrollo y con distintos grados de potencial. Por ejemplo, Rusia, que alguna vez fue una superpotencia, ahora está resurgiendo en algunos aspectos del poder estatal tras la caída de la Unión Soviética. China e India están emergiendo como potenciales superpotencias, mientras que Brasil está emergiendo como una posible gran potencia.

## Lista de potencias emergentes
El término potencia emergente se usa a menudo para delinear los siguientes países:
- Brasil[3]
- China
- India
- México[4][5]
- Rusia

Aunque no existe una definición exacta y consensuada de lo que constituye una potencia emergente, el término a veces también se ha aplicado a los siguientes países:
- Argentina[6][7]
- Australia
- Egipto[8][9][10][11]
- Indonesia[5][12]
- Irán[13]
- Nigeria[12][14][15][16]
- Polonia
- Arabia Saudita
- Sudáfrica[3][12]